# 吉江宗信
吉江 宗信（よしえ むねのぶ）は、戦国時代から安土桃山時代にかけての武将。上杉氏、長尾氏の家臣。吉江氏23代。越後国吉江城城主。魚津城の戦いにおける守将の一人。常陸入道宋誾と号した。

## 生涯
永正2年（1505年）、越後国西蒲原郡弥彦庄吉江の国人・吉江景宗の子として誕生。
上杉謙信の下で、越中国や下野国を転戦した。天正6年（1578年）に謙信が急死し、上杉家の内紛（御館の乱）が起こると上杉景勝方に付いた。織田信長配下の柴田勝家軍が越中戦線で攻勢に出、増山城を守備していた宗信は、織田方に寝返った石黒成綱の居城・木舟城を攻め落とすなど老体に鞭打って奮戦した。天正9年（1581年）には、孫・中条景泰とその弟・吉江長忠に対し、越中方面で功を挙げたら隠居分として得た神保四郎左衛門の遺領の内それぞれ500俵、300俵分を分け与える旨の約束をし士気を鼓舞している。
しかし、やがて援兵も頼めない状況となり、物資も枯渇し魚津城に長期にわたって篭城した末、天正10年（1582年）6月3日、子・景資や孫・寺島長資、中条景泰など一族の多くと、山本寺孝長・竹俣慶綱らの諸将と共に自害した。本能寺の変で信長が自害した翌日のことである。享年77。法名は永輝院殿顕宗義忠居士。
林泉寺（現・山形県米沢市）に吉江家代々の墓がある。

## 関連作品

### ドラマ
- 『天地人』（NHK大河ドラマ、2009年、演：山本圭）[5]

### 小説
- 佐伯光太郎『蜃楼の城郭』文芸社、2010年4月。ISBN 978-4-286-08629-3。